# 923
Cette page concerne l'année 923  du calendrier julien.
L'année 923 est une année commune qui commence un mercredi.

## Événements
- Janvier : Abû Tâhir, fils de Abu Saïd, devient le chef du mouvement qarmate[1]. Née en Syrie en 877 l’agitation qarmate s’étend désormais à tout l’Orient musulman. Elle multiplie les pillages et les destructions, accélérant la désagrégation de l’empire Abbasside au profit d’émirats issus des particularismes nationaux.
- 11 août : le Qarmate Abu Tahir  occupe Bassora en Irak[1].

- En Chine, la famille turque de Li Keyong (en) chasse celle de Zhu Wen (Liang postérieurs) et fonde la dynastie des Tang postérieurs (fin en 936)[2].

### Europe
- Conférence sur la Roer au début de l'année entre Robert Ier et Henri l'Oiseleur qui abandonne le parti de Charles le Simple ; Robert obtient des Lorrains une trêve jusqu'en octobre et rentre en France où il congédie les contingents bourguignons[3].
- 15 juin : Robert Ier est tué près de Soissons lors d'une bataille contre Charles III le Simple[4]. Charles est cependant battu à la suite de l'intervention de Hugues le Grand et d’Herbert de Vermandois[3].

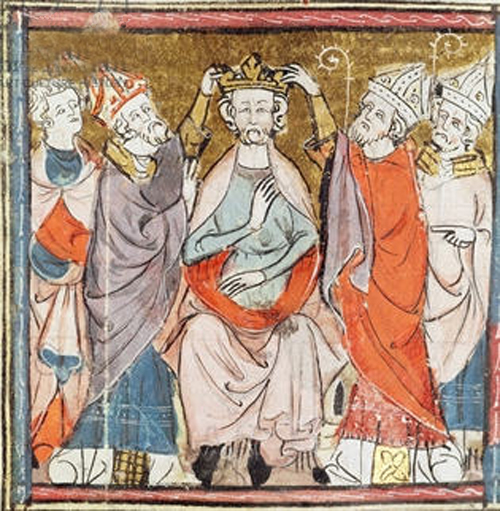
13 juillet : couronnement de Raoul de France

- 13 juillet : couronnement à Soissons de Raoul de Bourgogne, roi de Francie occidentale (fin en 936). Le comte de Paris et Duc des Francs Hugues le Grand, fils de Robert Ier est le véritable maître du royaume (mort en 956). Il fait payer son soutien à l’élection de Raoul, gendre de Robert Ier, puis à celles de Louis IV et de son fils Lothaire par l’acquisition d’une partie du duché de Bourgogne (938), de la ville de Laon (945), et le duché d’Aquitaine (956).
  - Charles III est fait prisonnier avant la fin de l'année par Herbert II de Vermandois, qui avait sa confiance. Il finira ses jours en captivité dans la tour de Péronne (929)[4].
  - Hugues le Grand, l'archévêque de Reims Séulf et Herbert de Vermandois mettent en défense leurs domaines de la rive gauche de l’Oise contre les Normands, fidèles à Charles le Simple. Une trêve est conclue jusqu’à la mi-mai 924[3].
  - Raoul part mener la lutte en Lorraine. Pendant l'automne, il assiège et prend Saverne avec l’évêque de Metz Wigéric ; le duc Gilbert et l'archevêque de Trèves font appel à Henri l'Oiseleur qui intervient, pille le pays mais n'obtient pas la défection des grands de Lotharingie, à l'exception de ceux de la région de Trèves (le reste se soumet en 925). Après avoir reçu la soumission d’une partie de la Lorraine, Raoul marche sur l’Aquitaine[3].
- 29 juillet : bataille de Fiorenzuola. Rodolphe II de Bourgogne et l'empereur Bérenger Ier de Frioul se heurtent dans la plaine du Pô, près de Plaisance (1500 victimes). Bérenger est battu par son compétiteur Rodolphe II et se réfugie à Vérone[5].
- Après le 27 août : un synode réuni à Reims par l'archevêque Séulf décide qu'une pénitence générale serait imposée à tous ceux qui avaient pris part au combat de Soissons du 15 juin[3].
- 18 décembre[6] : Gérard de Brogne (880-956) fonde sur son alleu l’abbaye bénédictine de Brogne, près de Namur, dont il devient l’abbé. Il réforme les monastères Saint-Pierre et Saint-Bavon à Gand, ainsi que Saint-Wandrille et le Mont-Saint-Michel.

- Prise de Nájera par Ordoño II de León et de Viguera par Sanche Ier de Navarre[7].
- Siège de Clermont par les Normands[8].
- Siméon de Bulgarie envahit de nouveau la Thrace et prend Andrinople. Il laisse une garnison qui se retire à l'arrivée d'une armée byzantine[9].
- Les Sarrasins, débarqués dans le massif des Maures, ne peuvent s'emparer de Marseille, mais dévastent à nouveau l'abbaye de Saint-Victor. L'évêque de Marseille quitte la ville pour se réfugier à Arles[10].